# 普拉夫湖

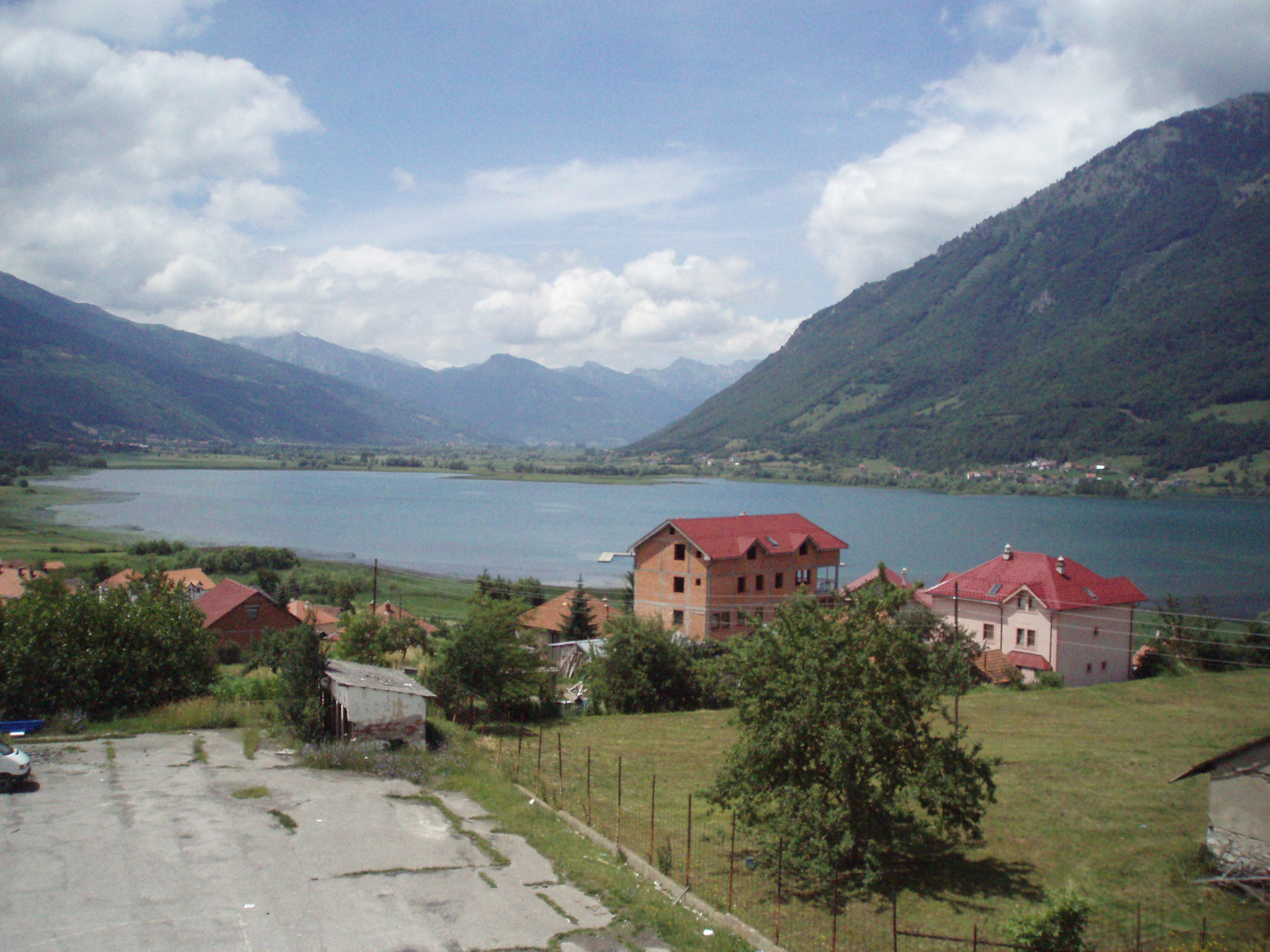
普拉夫湖

42°35′45″N 19°55′30″E / 42.59583°N 19.92500°E
普拉夫湖是黑山的湖泊，位於該國東北部，由普拉夫負責管轄，長2.16公里，面積1.99平方公里，平均水深9.1米，海拔高度906米，該湖是游泳和水上活動的熱門地點。

## 外部連結
- Lake Plav and Ali-Pashas Springs （页面存档备份，存于）